# Groß Chüden
Groß Chüden gehört zur Ortschaft Chüden und ist ein Ortsteil der Hansestadt Salzwedel im Altmarkkreis Salzwedel in Sachsen-Anhalt.

## Geographie
Groß Chüden, ein nach Süden erweitertes Rundplatzdorf mit Kirche auf dem Platz, liegt fünf Kilometer östlich von Salzwedel in der Altmark am Kanalgraben.

## Geschichte

### Mittelalter bis Neuzeit
Groß Chüden wurde 1238 als Cudene (vel Chudene) erstmals urkundlich erwähnt als Graf Siegfried von Osterburg Dörfer und Besitz in der Altmark, mit denen er vorher vom St. Ludgerikloster Helmstedt belehnt worden war, dem Abt Gerhard von Werden und Helmstedt überschreibt. 1345 heißt das Dorf ville theutonicalis Chuden, als Markgraf Ludwig das Oberste Gericht und den Wagendienst an Ernst von Grabow verlieh. Im Landbuch der Mark Brandenburg von 1375 wird der Ort als Chuͤden und Chuden aufgeführt. Weitere Nennungen sind 1500 tho düdessche Chüden, 1541 Deutschen Güden und 1775 Gr. Chüden.
Bei der Bodenreform wurden 1945 erfasst: 35 Besitzungen unter 100 Hektar hatten zusammen 707 Hektar, die Kirche hatte 57 Hektar und die Gemeinde 5 Hektar. Im Jahre 1955 entstand die erste Landwirtschaftliche Produktionsgenossenschaft vom Typ III, die  LPG „Empor“.
Im Jahre 2015 feierte Chüden den 777. Jahrestag seiner Ersterwähnung.

### Herkunft des Ortsnamens
Jürgen Udolph führt den Ortsnamen auf einen slawischen Personennamen zurück, im Sinne von „Siedlung eines Chud“.

### Archäologie
Nordöstlich des Dorfes waren um 1867 die Reste eines Megalithgrabes abgetragen und zu Fundamenten verarbeitet worden.
Bei der Suche nach Steinen für den Bau einer Chaussee stießen im Jahre 1892 Arbeiter 600 Meter nordöstlich des Dorfes links des Weges nach Jeebel beim Kiesgraben auf ein Gräberfeld der jüngeren Latènezeit. Gefunden wurden über 30 Urnen, eine Steinkiste, Scherben und Reste eines eisernen Kessels. Teile der Funde sind an das Danneil-Museum in Salzwedel übergeben worden.
Aus der slavischen Zeit zwischen dem 9. und 10. Jahrhundert stammt ein doppelkonisches Gefäß mit unregelmäßigem Wellenband, das im Museum in Salzwedel aufbewahrt wird.

### Eingemeindungen
Ursprünglich gehörte das Dorf zum Arendseeischen Kreis der Mark Brandenburg in der Altmark. Zwischen 1807 und 1813 lag es im Landkanton Salzwedel auf dem Territorium des napoleonischen Königreichs Westphalen. Ab 1816 gehörte die Gemeinde zum Kreis Salzwedel, dem späteren Landkreis Salzwedel.
Am 25. Juli 1952 kam die Gemeinde Groß Chüden zum Kreis Salzwedel. Am 1. Dezember 1972 wurde die Gemeinde Groß Chüden in Chüden umbenannt. Die bisherige Gemeinde Groß Chüden wurde zum Ortsteil. Am 1. Januar 2010 wurde die Gemeinde Chüden nach Salzwedel eingemeindet. Dadurch kam Groß Chüden als Ortsteil zu Salzwedel und gleichzeitig zur neu entstandenen Ortschaft Chüden.

### Einwohnerentwicklung

#### Gemeinde
| Jahr | Einwohner |
| ---- | --------- |
| 1734 | 143       |
| 1774 | 138       |
| 1789 | 150       |
| 1798 | 154       |
| 1801 | 152       |
| 1818 | 121       |
| 1840 | 233       |
| 1864 | 246       |
| 1871 | 251       |

| Jahr | Einwohner |
| ---- | --------- |
| 1885 | 231       |
| 1892 | [00]215   |
| 1895 | 241       |
| 1905 | 252       |
| 1910 | [00]235   |
| 1925 | 282       |
| 1939 | 267       |
| 1946 | 438       |
| 1964 | 286       |

Quelle, wenn nicht angegeben, bis 1964:

#### Ortsteil
| Jahr | Einwohner |
| ---- | --------- |
| 2010 | [00]189   |
| 2015 | [00]188   |
| 2020 | [00]192   |
| 2021 | [00]191   |
| 2022 | [00]189   |
| 2023 | [0]196    |

## Religion
Die evangelische Kirchengemeinde Groß Chüden, die früher zur Pfarrei Groß Chüden gehörte, wird heute betreut vom Pfarrbereich Salzwedel-St. Georg im Kirchenkreis Salzwedel im Bischofssprengel Magdeburg der Evangelischen Kirche in Mitteldeutschland.
Die ältesten überlieferten Kirchenbücher für Groß Chüden stammen aus dem Jahre 1732.
Die katholischen Christen gehören zur Pfarrei St. Laurentius in Salzwedel im Dekanat Stendal im Bistum Magdeburg.

## Kultur und Sehenswürdigkeiten
- Die evangelische Dorfkirche Groß Chüden ist ein spätromanischer flach gedeckter Feldsteinbau. Der Turm kam erst im 15. Jahrhundert hinzu. Sie beherbergt einen altgotischen Schnitzaltar aus dem 15. Jahrhundert mit einer Madonna und 16 Heiligen.[22] Eine dendrochronologische Untersuchung eines Sturzholzes im Durchgang des Giebels zwischen Schiff und Chor wurde auf das Jahr 1184 (±10 Jahre) datiert. Im Turm hängen zwei Glocken. Die große Glocke stammt aus der Zeit um 1300, die kleinere Glocke ist aus dem Jahr 1524.
- Der Ortsfriedhof ist auf dem Kirchhof.[23]
- In Groß Chüden steht gegenüber der Kirche ein Denkmal für die Gefallenen des Ersten Weltkrieges, ein steinernes Monument mit einem Kreuz.[24]

### Vereine
- Förderverein der Freiwilligen Feuerwehr Groß-Chüden e. V.
- Stiftungsverein Freizeit Chüden e. V.
- Sportverein SV Eintracht Chüden e. V.